# Sem Benelli

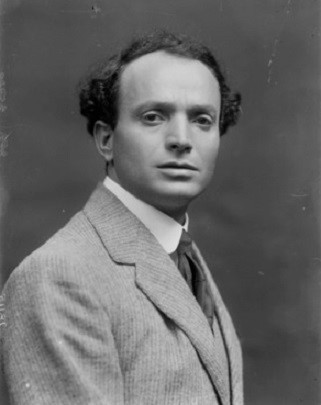
Sem Benelli

Sem Benelli (* 10. August 1877 in Prato; † 18. Dezember 1949 in Zoagli) war ein italienischer Dramatiker.
Benelli entstammte einer armen Handwerkerfamilie und musste nach dem Tod seines Vaters sein Literaturstudium abbrechen. Er betätigte sich als Journalist und Übersetzer und verfasste 1902 sein erstes Drama, das er jedoch später verwarf. 1905 erschien sein Poem Un figlio dei tempi.
In der Folgezeit schrieb Benelli bürgerliche Komödien und neoromantische Dramen, deren bedeutendste La maschera di Bruto (1908), La cena delle beffe (1909) nach einer Erzählung von Antonio Francesco Grazzini und L'amore dei tre re (1910) waren. Daneben trat er auch als Librettist hervor.
Während des Ersten Weltkrieges diente Benelli als Offizier in der Armee. Später wurde er Abgeordneter der Partito Nazionale Fascista, von der er sich jedoch 1924 aus Protest gegen den Mord an Giacomo Matteotti trennte. In den 1930er Jahren kämpfte er im Italienisch-Äthiopischen Krieg. Später distanzierte er sich endgültig von der faschistischen Ideologie, mit der er in der Schrift Schiavitù (1946) abrechnete und emigrierte in die Schweiz.

## Werke
- Ferdinando Lasalle, Schauspiel, 1902
- La terra, Schauspiel, 1903
- Vita Gaia, Schauspiel, 1904
- Il mantellaccio, Libretto, vertont von Giacomo Setaccioli
- La morale di Casanova, Schauspiel, 1906
- Il sogno di Alma, Libretto nach En el paìs violeta von Enrique Prins, vertont von Carlos López Buchardo, 1907
- Tignola, Komödie, 1908
- La maschera di Bruto, Schauspiel, 1908
- Le cena delle beffe, dramatische Dichtung, 1909, 1924 von Umberto Giordano vertont; 1912 dt. als: "Das Mahl der Spötter" übers. von Hans Barth
- L’amore dei tre re, tragische Dichtung, 1910, 1913 von Italo Montemezzi vertont
- Il Mantellacio, dramatische Dichtung, 1911
- Rosmunda, Tragödie, 1911, vertont von Rodolfo Zanni (1901–1927)
- La gorgone, episches Drama, 1913
- Le nozze dei centauri, dramatische Dichtung, 1915
- Ali, Drama, 1921
- La santa primavera, Schauspiel, 1923
- L’amorosa tragedia, dramatische Dichtung, 1925
- Il vezzo di perle, Komödie, 1926
- Con le stelle, Mysterienspiel, 1927
- Orfeo e Proserpina, lyrisches Drama, 1929
- Fiorenza, dramatische Dichtung, 1930
- Eroi, kriegsdrama, 1931
- Madre Regina, Revolutionsdrama, 1931
- Adamo ed Eva, phantastische Komödie, 1932
- Caterina Sforza, Schauspiel, 1934
- Il ragno, Komödie, 1935
- L’elefante, Komödie, 1937
- L’orchidea, Komödie, 1938
- La festa, Schauspiel, 1940
- L’incantesimo, Libretto, vertont von Italo Montemezzi, 1943
- Paura, Drama, 1947
- Oro vergine, Schauspiel, 1949

## Quelle
- Stanley Hochman: McGraw-Hill Encyclopedia of World Drama Band 1 2. Auflage VNR AG, 1984, ISBN 9780070791695, S. 323–325

| Personendaten    | Personendaten            |
| ---------------- | ------------------------ |
| NAME             | Benelli, Sem             |
| KURZBESCHREIBUNG | italienischer Dramatiker |
| GEBURTSDATUM     | 10. August 1877          |
| GEBURTSORT       | Prato (Toskana)          |
| STERBEDATUM      | 18. Dezember 1949        |
| STERBEORT        | Zoagli                   |